# Caliaeschna microstigma
Caliaeschna microstigma – gatunek ważki z rodziny żagnicowatych (Aeshnidae); jedyny przedstawiciel rodzaju Caliaeschna. Występuje głównie we wschodniej części basenu Morza Śródziemnego; spotykany od Bałkanów po Azję Mniejszą, Lewant i Iran, odnotowano go też na skrajnym południu Turkmenistanu.